# Скопиевка
Скопиевка (укр. Скопіївка) — село в Добровеличковской поселковой общине Новоукраинского района Кировоградской области Украины.
До 2020 года входило в Добровеличковский район
Население по переписи 2001 года составляло 213 человек. Почтовый индекс — 27007. Телефонный код — 5253. Занимает площадь 0,753 км². Код КОАТУУ — 3521781904.

## Уроженцы
- Анатолий Тимофеевич Добролежа (укр. Анатолій Тимофійович Добролежа) — советский и украинский художник кино, телевидения и театра, киноактёр, Заслуженный деятель искусств Украины (2003), Лауреат Государственной премии Украинской ССР имени Т. Г. Шевченко (1982), член Национального союза художников Украины (с 1967 года)[1], член Национального союза кинематографистов Украины.